# Qi (ワイヤレス給電)
Qi（チー、発音 [tʃiː] CHEE; 「気」, 簡体字中国語: 气; 繁体字中国語: 氣, に由来）は、インダクティブ充電（非接触充電）を使用したワイヤレス電力伝送のインターフェース規格。この規格により、スマートフォンなどの互換性のあるデバイスは、Qi充電パッドに置くとバッテリーを充電できるようになり、最大4 cmの距離でも効果的に充電できる。

## 概要
初期のQi(v 1.0)は、古くから実用化されていた「電磁誘導方式」を元にしている。これは、2つの隣接するコイルの片方に電流を流すと発生する磁束を媒介して、隣接したもう片方に起電力が発生する電磁誘導の原理を用いたものである。この方式によるワイヤレス給電システムは過去に幾つか実用化されていたが、独自開発のものが多く、異企業間での機器の相互利用が出来ない状態が続いていた。
そのような欠点を解消するため、2008年にWPCが立ち上げられ、企業間での相互利用を可能とする国際標準規格を策定する事となり、2010年7月に『最大5Wの低電力向け』Qi規格（Volume I Low Power）の策定を完了した。使用する周波数帯は110kHzから205kHzまでの間と定められている。これはAirFuel AllianceのPMA規格(100kHzから200kHz)とほぼ一緒であり、受電側から送電側へのデータ通信はハードウエアレベルで互換性があるために両方を統合することも可能である。
WPCではQi規格(v 1.1)からQ値の低い磁界共振を一部取り入れて受電側だけを共振させるという広義の電磁誘導であり、同時に広義の磁界共振ともいえる構成となっている。その後、v 1.21では受電側の共振は断念され、送電側のみが共振する構成となっている。
さらにWPCでは中電力向けQi規格（Volume II Middle Power）の検討が進められている。この中電力向けQi規格v 1.2ではまず15Wでの充電に対応し、将来的に200Wまで供給する事が可能となる。そして2015年6月23日に15W規格書が策定された。
当初（2011年頃）、NTTドコモを中心とした日本企業が本規格を推進していたが、前述の充電の遅さに加え、当時はワイヤレス給電規格が複数存在しており、スマートフォン業界がどの方式を採用するかの方向性が定まっていなかったこと、更にQiを推進していた一部のスマートフォンメーカー（パナソニック モバイルコミュニケーションズやNECカシオモバイルコミュニケーションズなど）がスマートフォンの製造・販売を終了し、後継のスマートフォンが出てこなかったこともあり、一時期劣勢を強いられていたこともあった。
その後、2010年代後半に大容量電力送信の規格書が策定され、急速充電の問題が解消されたことやスマートフォン市場で高いシェアを占めているサムスン電子（Samsung Galaxyシリーズ）とApple（iPhoneシリーズ）が本規格を採用したこともあり、対応機器が一気に増加した。

## Qi2
既存のQi規格はホストとクライアントのコイルの中心が一致したときにのみ最大の効率が得られ、少しでもズレると効率が落ちる問題があった。この問題を解消すべく、2023年1月、WPCはAppleと協力し、MagSafeの技術を積極的に取り入れたQi2を発表した。
Qi2ではコイルを囲むように磁石が配置されており、デバイスを近づけると磁力によりコイルの中心同士が一致する仕組みとなっている。また、この技術によりコイルのズレにより発生する可能性が指摘されている高出力での発熱の問題が解消される見通しで、WPCはQi2を2024年中旬までに15Wを超える出力に対応させると約束している。
2023年9月12日、初めてQi2に公式に対応したデバイスとしてiPhone 15/15 Plus及びiPhone 15 Pro/Pro Maxが発表された。また、iPhone 13シリーズ及びiPhone 14シリーズもiOS 17.2以降にアップデートすることでQi2に対応する。
2025年8月21日、Google Pixel 10シリーズが公式サイト上などで公開されPixel10シリーズ全機種がQi2規格に準拠している「Google Pixelsnap」を公開し、主要Androidスマートフォンで初のQi2対応デバイスとなった。
また、Pixel 10 Pro XLではQi2.2に対応し最大25Wでの充電が可能となる。

## 通信
充電台（送電側）と携帯機器（受電側）との間では受電側から送電側への単方向通信が行われる。パッシブRFIDタグと同様の後方散乱変調を利用しており、受電側での負荷を変動させることによる2値ASKとなっている。通信速度は2kbpsで、1オクテットにつきスタートビット(1)、パリティビット(ODD)、ストップビット(0)それぞれ1ビットを伴う
受電側は電力を受け取っている限り定期的にパケットを送り返すことになっており、これにより送電側は充電面上にあるものがQi対応機器なのかそれ以外の異物なのかを判断できる。通信の内容は受電量の必要量に対する差分、送電停止要求、受電中の電力、携帯機器の充電率が主であるが、充電開始時には受電側の識別情報が送られ、機器固有の情報が送られる場合もある。

## 策定団体
ワイヤレスパワーコンソーシアムは2008年12月17日設立で、事務局はアメリカ合衆国ニュージャージー州のIEEE-ISTOに置かれている。2022年6月22日時点で351社が会員となっている。
正会員（Regular membership）
仕様策定をはじめとするコンソーシアム運営全般に責任を負う企業。業界ごとに定数があり、順次拡大しているが現在のところ最大25企業が正会員となる。
採用会員（Adopter membership）
正会員に対して・取締役会の選挙における議決権、・WPC仕様の作業草案へのアクセス、が制限される。
準会員（Associate membership）
正会員に対して・取締役会の選挙における議決権、・WPC仕様の作業草案へのアクセス、・Qi認定製品データベースに製品登録が制限される。
| 業界(定数)        | 企業                                                                                             |
| ----------------- | ------------------------------------------------------------------------------------------------ |
| ワイヤレス給電(5) | ConvenientPower, Fulton Innovation, PowerbyProxi, クアルコム, ロバート・ボッシュ                 |
| 半導体(8)         | IDT, MediaTek, NXP, ローム, STマイクロエレクトロニクス, ソニー, テキサス・インスツルメンツ, 東芝 |
| 電機(3)           | ハイアール・グループ, フィリップス, LGエレクトロニクス                                           |
| 携帯電話(4)       | Apple, HTC, ノキア, ベライゾン・ワイヤレス                                                       |
| 電池(1)           | パナソニック                                                                                     |
| 携帯情報端末(1)   | サムスン電機                                                                                     |
| 自動車(1)         | Delphi Automotive                                                                                |
| その他(2)         | Leggett & Platt, AirCharge                                                                       |

## 沿革
- 2008年12月17日 - 充電式電池を開発している企業等によりWPC設立。設立時のメンバーは、ConvenientPower、Fulton Innovation、Logitech、National Semiconductor、Royal Philips Electronics、三洋電機、Shenzhen Sang Fei Consumer Communications、Texas Instrumentsの8社[18]。
- 2009年8月17日 - 低電力用バージョン0.95規格書の策定と名称(Qi)およびロゴの公表。
- 2010年7月23日 - Qiバージョン1.0規格書の策定、公開[2][3]。
- 2012年4月21日 - 低電力用Qiバージョン1.1規格書の公開。受電側だけを共振させる一部磁界共振を採用することにより送電ユニットの設計自由度が大幅に上がり、異物検出能が改善された。
- 2015年6月23日 - 中電力用Qiバージョン1.2規格書の策定[8]。
- 2021年1月 - Qiバージョン1.3規格書の策定（規格書の全面改版により15分冊となった）（最新版は1.3.1）。
- 2023年1月 - Appleの「MagSafe」をベースとした後継規格「Qi2」を発表[19]。

## 対応機種
NTTドコモ
- docomo NEXT series
  - AQUOS PHONE ZETA SH-09D
  - ARROWS X F-10D
  - ELUGA X P-02E - 電池単体での充電は不可。
  - MEDIAS PP N-01D - 電池単体での充電は不可。
- docomo with series
  - AQUOS PHONE EX SH-04E
  - AQUOS PHONE f SH-13C - 世界初のQi規格によるワイヤレス充電対応機種。
  - AQUOS PHONE slider SH-02D
  - AQUOS PHONE st SH-07D
  - ARROWS Kiss F-03D/F-03D Girls'
  - ARROWS Kiss F-03E
  - ELUGA V P-06D
  - F-09D ANTEPRIMA
  - MEDIAS X N-04E
  - Q-pot.Phone SH-04D
- ドコモ スマートフォン（2013年夏モデル - ）
  - AQUOS PHONE ZETA SH-06E
  - ELUGA P P-03E
  - Galaxy S6 edge SC-04G
  - Galaxy S6 SC-05G
  - Galaxy S7 edge SC-02H
  - Optimus it L-05E - 電池単体での充電は不可。
  - Galaxy S8 SC-02J
  - Galaxy S8+ SC-03J
  - Xperia XZ2 SO-03K
  - Xperia XZ3 SO-01L
  - Xperia 1 II SO-51A
  - Xperia 1 III SO-51B
  - Xperia 1 IV SO-51C
  - Xperia 1 V SO-51D (15W 高速充電対応)

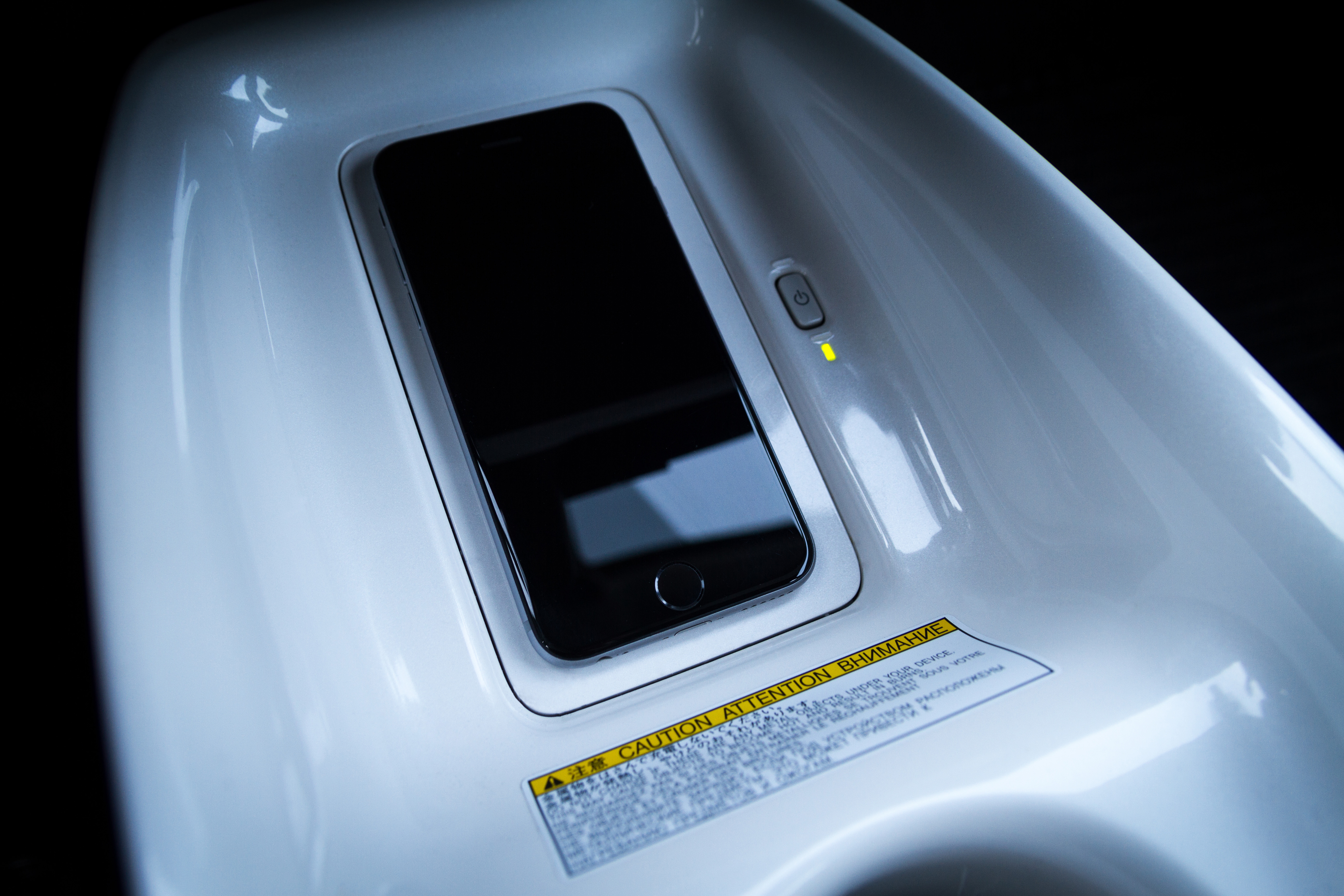
自動車のQi充電台（トヨタ・プリウス）

  - Xperia 5 V SO-53D (15W 高速充電対応)
  - Xperia 1 VI SO-51E (15W 高速充電対応)
  - Xperia 1 VII SO-51F (15W 高速充電対応)
- docomo STYLE series
  - SH-05D - Qiに対応している唯一のフィーチャーフォン。
- オプション品
  - 電源供給側
    - ワイヤレスチャージャー 01（三洋電機製）
    - ワイヤレスチャージャー 02（三洋電機製）
    - ワイヤレスチャージャー 03（三洋電機製）
    - ワイヤレスチャージャーF01 F-03Dに付属
    - ワイヤレスチャージャーF02 F-09Dに付属
    - ワイヤレスチャージャー 04 (15W 高速充電対応)

  - 電池側
    - ポケットチャージャー 02（三洋電機製）
    - ポケットチャージャー 03（三洋電機製）

au (KDDI・沖縄セルラー電話連合)
- Galaxy S8 SCV36
- Galaxy S8+ SCV35
- Galaxy S7 edge SCV33
- Galaxy S6 edge SCV31
- TORQUE G02 (KYV35)
- TORQUE G01 (KYY24)
- URBANO L01 (KYY21) - 利用するにはバッテリーパック、および裏フタ（背面パネル）をそれぞれQi対応のものに交換が必要。
- URBANO L02 (KYY22) - 利用するにはバッテリーパックをQi対応のもの（上記のURBANO L01用と共通）に交換が必要。
- URBANO L03 (KYY23) - 通常（Qi非対応）モデルとQi対応モデルが混在しており、利用可能なのは（本体色が）パープルブラックのQi対応モデルのみとなっている。
- Xperia XZ2 SOV37
- Xperia XZ2 Premium SOV38
- Xperia XZ3 SOV39
- Xperia 5 V (15W 高速充電対応)
- Xperia 1 VI (15W 高速充電対応)

UQ WiMAX
- Huawei モバイルルーター HWD14 Wi-Fi WALKER WiMAX2+

日立マクセル
- WP-SL10A iPhone4用ワイヤレス充電対応ケース
- MXQI-CVA20 iPhone5用ワイヤレス充電対応ケース
- WP-EMCVA10 iPhone4 / 4S用ワイヤレス充電対応ケース

デンソー
- WP-EMCVA10 iPhone4/4S用ワイヤレス充電対応ケース

サンワサプライ
- WLC-IPH11 iPhone4/4S用ワイヤレス充電対応ケース

ソフトバンクモバイル
- Galaxy S6 edge 404SC
- MEDIAS CH 101N - N-01Dの兄弟機種。電池単体での充電は不可。

イー・モバイル (イー・アクセス)
- EM01L（LGエレクトロニクス製）

Y!mobile（ソフトバンクモバイル・ウィルコム沖縄）
- Nexus 6）モトローラ・モビリティ製）

Google
- Nexus 4（LGエレクトロニクス製）
- Nexus 5（LGエレクトロニクス製）
- Nexus 6（モトローラ・モビリティ製）
- Nexus 7 (2013)（ASUS製）
- Pixel 3 / Pixel 3 XL
- Pixel 4 / Pixel 4 XL
- Pixel 5
- Pixel 6 / Pixel 6 Pro
- Pixel 7 / Pixel 7a
- Pixel 8 / Pixel 8a
- Pixel 9
- Pixel 10 / Pixel 10 Pro / Pixel 10 Pro Fold Qi2対応規格
- Pixel 10 Pro XL Qi2.2対応

三洋電機
- eneloop N-WL01S-W/-K

サンワサプライ
- ENERLINKシリーズ

ノキア
- Lumia 820
- Lumia 822
- Lumia 920

日立マクセル
- エアボルテージシリーズ

パナソニック
- チャージパッドシリーズ
- DIGA ブルーレイレコーダー DMR-BZT920/830
- DIGA フォトレコーダー DMR-HRT300
- デジタルビデオカメラ HC-V720M （同梱バッテリーパック）
- デジタルビデオカメラ HC-W850M （同梱バッテリーパック）
- USBモバイルバッテリ QE-PL101/102/103/201/202/203/301/302
- エボルタ充電ケース QE-CV201 （単3/単4NiMH専用）

ペンタックス
- PENTAX WG-3 GPS

TDK Life on Record（イメーション）
- ワイヤレススピーカー Q35

コニカミノルタテクノロジーセンター
- Symfos LED-TASKLIGHT

Apple
- iPhone
  - iPhone 8
  - iPhone 8 Plus
  - iPhone X
  - iPhone XR
  - iPhone XS / XS Max
  - iPhone 11
  - iPhone 11 Pro / iPhone 11 Pro Max
  - iPhone SE (第2世代)
  - iPhone 12 mini / iPhone 12
  - iPhone 12 Pro / iPhone 12 Pro Max
  - iPhone 13 mini / iPhone 13 Qi2規格対応（iOS 17.2以降[20]）
  - iPhone 13 Pro / iPhone 13 Pro Max Qi2規格対応（iOS 17.2以降[20]）
  - iPhone 14 / iPhone 14 Plus Qi2規格対応（iOS 17.2以降[20]）
  - iPhone 14 Pro / iPhone 14 Pro Max Qi2規格対応（iOS 17.2以降[20]）
  - iPhone SE (第3世代)
  - iPhone 15 / iPhone 15 Plus Qi2規格対応
  - iPhone 15 Pro / iPhone 15 Pro Max Qi2規格対応
  - iPhone 16 / iPhone 16 Plus Qi2規格対応[21]
  - iPhone 16 Pro / iPhone 16 Pro Max Qi2規格対応[21]
- AirPods - 本体ではなく、充電ケースにて対応が分かれる。
  - ワイヤレス充電ケース
    - AirPods (第1世代)
    - AirPods (第2世代)

  - AirPods Pro 充電ケース
    - AirPods Pro

  - AirPods Pro MagSafe 充電ケース
    - AirPods Pro (第2世代)

  - AirPods (第3世代) MagSafe
    - AirPods (第3世代)

SONY
- Xperia 1 VI (15W 高速充電対応)
- Xperia 5 V (15W 高速充電対応)

- 車載用ワイヤレス充電器

トヨタ自動車
- ハリアー
- ノア
- ヴォクシー
- プリウス
- カムリ
- エスクァイア
- プリウスα
- MIRAI

レクサス
- NX
- RX

本田技研工業
- N-BOX SLASH

日産自動車
- ノート（E13）
- オーラ
- アリア

BMW
- 7シリーズ

ボルボ
- XC40[22]